# Comité Olympique et Sportif Tchadien
Das Comité Olympique et Sportif Tchadien (Französisch: Comité Olympique et Sportif Tchadien; arabisch: اللجنة الأولمبية والرياضية التشادية) ist das Nationale Olympische Komitee, das den Tschad vertritt.

## Geschichte
Das NOK wurde 1963 gegründet und 1964 vom Internationalen Olympischen Komitee anerkannt.